# Timo Kahlen
Timo Kahlen (* 1966 in Berlin) ist ein deutscher Medien- und Klangkünstler aus Berlin.

## Leben und Werk
Timo Kahlen realisiert seit mehr als 25 Jahren Klangskulpturen und Klanginstallationen, Wind- und Lichtarbeiten sowie experimentelle Netzkunst-, Foto- und Videoarbeiten. Seine interdisziplinäre und intermediäre Arbeit an den Grenzen der Wahrnehmung, insbesondere mit immateriellen, ephemeren Materialien wie Wind und Dampf, Licht und Schatten, Geräusch, Vibration und Klang wurde nominiert für den Preis für Junge Europäische Photographen (1989), den Kahnweiler-Preis für Skulptur (2001), den Deutschen Klangkunst-Preis (2006), ein Arbeitsstipendium der Stiftung Kunstfonds (2010) sowie zahlreiche weitere Stipendien, u. a. in Washington, Berlin, Paris und auf Guernsey.
Seine Arbeiten wurden in mehr als 140 Ausstellungen zeitgenössischer Medienkunst seit Mitte der 80er Jahre international präsentiert, darunter Sound Art (ZKM Karlsruhe, 2012–2013), Mediations Biennale: The Unknown (Poznań 2012), Tonspur expanded: Der Lautsprecher (Wien, 2010–2011), Noise & Beauty (Stiftung Starke Berlin 2010), 60 × 60 (New York 2010), Manifesta 7: Scenarios (Italien 2008), Sound Art: Deutscher Klangkunst-Preis 2006 (Skulpturenmuseum Marl, art cologne, Traumzeit-Festival Duisburg), Wireless Experience (Helsinki 2004), Zeitskulptur: Volumen als Ereignis (Oberösterreichische Landesgalerie Linz 1997) und die Einzelausstellung Timo Kahlen: Arbeiten mit Wind (1991) zur Gründung der Kunst-Werke Berlin.
Timo Kahlen ist Meisterschüler der Hochschule der Künste Berlin (1993) bei Dieter Appelt. Er lebt und arbeitet in Berlin. Er ist Sohn des Videokünstlers Wolf Kahlen und unterstützt seit 1985 die Arbeit der Ruine der Künste Berlin, eines Ortes für materielle und immaterielle Künste. Von 1993 bis 1998 erhielt Kahlen einen Lehrauftrag der Hochschule der Künste Berlin und der Humboldt-Universität zu Berlin für die Bereiche Visuelle Medien und Videokunst.
Timo Kahlen ist Mitglied im Deutschen Künstlerbund. Er lebt in Berlin.

## Ausstellungen
- 1989: Timo Kahlen: Erste Arbeiten, Ruine der Künste Berlin, Berlin
- 1989: Preis für Junge Europäische Photographen, Frankfurter Kunstverein, Frankfurt am Main
- 1991: Timo Kahlen: Arbeiten mit Wind, Kunst-Werke Berlin
- 1991: Objekte in Originalgröße, Hochschule der Künste Berlin
- 1991: Photography as Object, Galerie Ghislave, Paris
- 1991: Die Ruine der Künste Berlin, Kunsthalle Palazzo, Basel
- 1992: Deutscher Künstlerbund, Ludwig Forum für Internationale Kunst, Aachen
- 1992: Kunststudenten stellen aus, Bonner Kunstverein, Bonn
- 1992: (über Zeit) am Bauhaus, Bauhaus Dessau, Dessau
- 1993: Immaterialien, Galerie Voges + Deisen, Frankfurt am Main
- 1994: Art(s) d'Europe: Emerging Artists in Europe Today, Goethe-Institut Paris
- 1994: 3 Deutschland, DC Arts Center, Washington D.C.
- 1995: Lichtstaub, Galerie Voges + Deisen, Frankfurt am Main
- 1995: Leerraum, Ruine der Künste Berlin, Berlin
- 1995: Stipendiaten der Karl-Hofer-Gesellschaft, Bahnhof Westend, Berlin
- 1997: Strömung, Soma Projektgalerie, Berlin
- 1997: Zeitskulptur: Volumen als Ereignis, Oberösterreichische Landesgalerie Linz
- 2000: Liquid Light, Galerie im Parkhaus, Berlin
- 2000: Licht.Zeit.Klang.Raum, Schwartzsche Villa, Berlin
- 2001: Staubrauschen, Galerie Pankow, Berlin
- 2001: Timo Kahlen, the gallery / International artist in residence programme, Guernsey
- 2002: Zewidewit Zizidäh, Galerie im Saalbau, Berlin
- 2004: Wireless Experience, ISEA 2004 / Kiasma National Museum of Contemporary Art, Helsinki
- 2005: Media Dirt, Ruine der Künste Berlin, Berlin
- 2006: 40jahrevideokunst.de – was fehlt?, Deutscher Künstlerbund, Berlin
- 2006: Deutscher Klangkunst-Preis 2006, Skulpturenmuseum Glaskasten, Marl[2]
- 2006: Timo Kahlen: Earcatcher, Ruine der Künste Berlin, Berlin
- 2006: Sound Art: Deutscher Klangkunst-Preis, 40. Art Cologne, Köln
- 2007: Strictly Berlin, GDK Berlin
- 2007: Sonic Image: Totally Huge New Music Festival, Perth Institute of Contemporary Arts, Perth / Australien
- 2008: Sample #1, Deutscher Künstlerbund, Berlin
- 2008: Manifesta 7 Biennale, Franzensfeste (Fortezza) / Italien[3]
- 2009: naturasnaturans, Casello delle Polveri, Certosa, Venedig
- 2010: SIGHT.SOUND (INTERACTION) 5, Maryland Institute College of Art, Baltimore
- 2010: Tonspur_expanded: Der Lautsprecher, freiraum Quartier21, Wien
- 2011: Luftkunst, Zeppelin Museum, Friedrichshafen
- 2011: An Exchange with Sol LeWitt, MASS MoCA, Massachusetts
- 2011: Ruido de Fronteira: Eletronika Festival, Belo Horizonte / Brasilien
- 2012: Directors Lounge, Berlin
- 2012: Mediations Biennale: The Unknown, Poznań / Polen
- 2012: Sound Art, ZKM Zentrum für Kunst und Medientechnologie, Karlsruhe
- 2013: Media Art Histories: Renew, International Conference, Riga / Lettland